# Đuan Brosa
Đuan Brosa (кат. Joan Brossa; Barselona, 1919-1998) bio je čuveni katalonski pesnik, pisac dramaturg, dizajner i likovni umetnik. Jedan je od osnivača časopisa „ Dau al Set“ kao i istoimene i umetničke grupe. Bio je svestrani katalonski umetnik koji je ostao upamćen na prvom mestu kao avangardni pesnik. Smatrao je da je sloboda u umetnosti ključna i nije se libio da tokom svog života eksperimentiše na poljima stvaralaštva.

## Privatni život
Đuan Brosa je rođen u Barseloni 1919. godine u ulici Vagner. Mnogo je voleo što je rođen u ulici koja je dobila ime po njegovom omiljenom muzičaru. Otac mu je bio bronzani graver, a majka domaćica. Kao malog, otac i baka su ga često vodili u bioskop što je moglo biti pokretač njegovog interesovanja za filmsku umetnost kasnije. Još kao dete bio je veoma talentovan za crtanje, a takođe je imao i određeno muzičko znanje. Bio je naklonjen sarsueli, kao i ostatak porodice.
Sa samo sedamnaest godina odlazi u Španski građanski rat da se bori na strani republikanaca. Tada počinje da piše u želji da izrazi svoja unutrašnja osećanja i svoje prve pesme piše upravo u rovovima. Po završetku rata i vojne službe u Salamanci susreće se sa Enrikom Tormom koji ga je u Barseloni upoznao s krugovima umetničke avangarde, među njima su bili pesnik Žosep Visens Foš, slikar Đuan Miro kao i Đuan Prac. Upravo zahvaljujući biblioteci Đuana Praca, Brosa stiče znanje o nadrealizmu. Do kraja diktature njegovo delo je bilo malo poznato uprkos originalnosti i plodnosti njegovog rada, koji je pisan isključivo na katalonskom jeziku. Pisanjem na katalonskom jeziku želeo je da stane u odbranu katalonske kulture koja je u vreme rata bila poprilično degradirana, a za Brosa sloboda je bila važna u svakom smislu, kako u stvaralaštvu tako i u svakodnevnom životu.

## Stvaralaštvo
Na početku karijere umetnikovo stvaralaštvo se razvija pod uticajem nadrealizma, dadaizma i drugih savremenih pravaca, Piše na stotine soneta, oda, poeziju u prozi i najrazličitijie dramske komade. Godine 1951. objavljuje zbirku pesama „Postao sam Žuan Brosa“, jedan od prvih primera „antipoezije“ u Evropi.
Delo Đuana Brose puno je vizuelnih izraza, umetničkog duha koji poštuje realnost svakodnevnog života i zahteva aktivno učestvovanje čitaoca - posmatrača. Funkcija pesnika, prema njegovim rečima, je da prikaže lestvicu mogućnosti svake osobe. Brosino oružje su ogoljena deskripcija, satira, ironija i često nedostatak poštovanja. Po njegovom mišljenju forma je uvek bitna u trenicima kad otkrivamo suštinu. Zbog toga njegova poezija često ima oblik igre reči, čak i igre slovima,koja može da oduševi čitaoca na prvo slušanje.
Među prvim Brosinim delima ističu se zbirka poezije Buktinja soneta (Fogall de sonets) kao i Kugla i bubašvaba (La bola i l'escarabat). U tim delima primećuje se uticaj nadrealizma sa kojim se Brosa prethodno upoznao, a koji je u Španiju došao iz Francuske. Tokom godina svojih početaka on uvodi nadrealizam i u popularne forme Pesmice malog zmaja (Romancets del dragolí) i u slobodne ode.
Brosa se družio sa dosta umetnika i pisaca, a sa mnogima od njih je i sarađivao. Primer te saradnje vidi se u časopisu “Algol” koji će kasnije dobiti naziv “Dau al set” gde sarađuje sa brojnim poznatim imenima kao što su Arnau Puđ, iĐuan Pons. U ovom časopisu Brosa je objavljivao svoju prozu. Takođe je na polju kinematografije sarađivao sa poznatim režiserom Pere Portabeljom, a na polju fotografije sa fotografom Ćemom Madozom. Njih dvojica su učestvovali u veoma zanimljivom zajedničkom projektu pod nazivom Fotopesmarica (Fotopoemario) koji se sastoji od 12 fotografija i poema koje su međusobno povezane. Ovaj projekat nastao je iz želje dva umetnika da pokažu kako poezija i fotografija mogu da se spoje i da prenesu,svaka na svoj način,ono što se dešava unutar čoveka. Saradnja na ovom projektu nastala je nekoliko godina pred Brosovu smrt.
Brosa nikada nije bio tradicionalni pesnik, dosta je eksperimentisao i bio je otvoren za nove uticaje. Osećao je veliko divljenje i poštovanje prema Đuanu Mirou i on je dosta uticao na Brosova prva dela. Imao je priliku da i sa njim sarađuje na projektu Oda Đuanu Mirou (Oda a Joan Miro) koja se sastoji od 16 poema koje prati 9 litografija Miroa.
Od ostalih dela koja je napisao možemo izdvojiti kolekciju Karnevalske priče (Proses de Carnaval) i pseudo-roman Raštrkani karneval ili prekinuta invazija (Carnaval escampat o la invasió desfeta) oba iz 1949. godine. Ove knjige sadrže delove koji nisu narativni i koji se kasnije pojavljuju u mnogim njegovim delima poput digresija i biblijskih tonova ili tonova koji nalikuju na proročanstvo.
Sfera interesovanja ovog umetnika stizala je i do pozorišta. Njegovo ogromno pozorišno delo još uvek je u velikoj meri neobjavljeno. Brosina dramaturgija se zasnivala na teatru apsurda, a svoje pozorišne radove nazivao je scenskom poezijom. Zarad potrebe da u svoje teksotve uvede akciju i pokrete od 1945. piše pesme za dramatizaciju. Uvođenje dijaloga mu je omogućilo da istraži apsurd svakodnevnice.
Godine 1950. napisao je dve knjige slobodnih oda od kojih je jednu veoma značajno pomenuti Od jedne kapi vode do nafte (Des d'un got d'aigua fins al petroli) kao i kolekciju pesama patriotske i političke prirode. Od te iste godine njegova poezija doživljava preokret i sada se okreće više stvarnosti dok moć podsvesti ostavlja za sobom. Na ovu njegovu promenu je posebno uticao brazilski pesnik Žoao Kabral de Melo. U to vreme počinje da piše prozaičke pesme koje pokazuju svakodnevnicu uz prisustvo humora i kritiku politike. Međutim, književni krugovi nisu razumeli umetničku vrednost ove Brosine poezije već su je smatrali običnim prikazom stvarnosti bez imalo novina. Između 1951. i 1959. godine Brosa je napisao deset knjiga oda koje su se tematski bavile kritikovanjem nasilja i podsticanjem solidarnosti, a neki od naslova su Pijadestal su cipele (El pedestal són les sabates), Napredak i raštrkanost (Avanç i escampall) i Prepreke univerzuma (Els entrebancs de l'univers).
Sonet je kao forma pratio odu u političkoj kritici i godine 1953. Brosa objavljuje zbirku soneta o situaciji Katalonije prilikom Frankovog režima.
Osim politike kod Brose se javlja i tema ljubavi kako u odama tako i u scenskoj poeziji pa su neki od takvih Cant (Pesma) i Festa (Žurka).
U periodu od 1960. do 1975. dolazi do promena u Brosinom stvaralaštvu. Baš kao Malarmeu, i Brosi beo prostor na papiru postaje važan koliko i reči i to je podrazumevalo razbijanje tišine koju je predstavljala bela koja je davala veću snagu poruci. To je Brosinim pesmama dalo još jedan zadatak: potragu za suštinom stvari. Pesnik se bavio reprezentativnom snagom reči i počeo je da razmišlja o ovoj pojavi. Ovakvo uklapanje ideje na sintetički način dovelo ga je do vizuelne poezije. U njegovoj knjizi Skakavac (El saltamarti) iz 1963. nailazimo na brojne takve primere. Dve godine kasnije u delima Pesma o Fregoliju i njegovom pozorištu (Poema sobre Frègoli i el seu teatre) i Mali festival (Petit Festival), dva jedinstvena dela o Fregoliju, koji se divio Brosi, nalazimo autentičniju vizuelnu poeziju, kao što su slova reči koja nam pokazuju realnost onoga što pesnik želi da nam prenese. Ovi mali primeri vizuelne poezije proizilaze iz logičke evolucije esencijalnog istraživanja sprovedenog rečima, ali to je i iskustvo koje je pesnik razvio u svojoj studiji od 1959. godine: vizualna poezija, pesme koje se razvijaju kroz vreme i prostor, od veoma jednostavnih, krhkih materijala. Od tada je pesnik temeljno razvio svoju vizuelnu poeziju.
Ako su četrdesete godine označile njegov početak na sada već istorijskoj avangardnoj poetskoj ruti, nadrealizam i pedesete godine predstavljale su njegovo buđenje političke svesti, a šezdesete su predstavljale početak eksperimentisanja sa novim jezicima. U tom trenutku je dominirala njegova saradnja sa plastičnim umetnicima.Mnogo puta je izjavio da vizuelnu poeziju smatra jednim od mogućih pravaca poezije svog vremena. Upotreba proznog jezika u pisanju kratkih pesama, sinteza definicija, vizuelnih igara, a posebno ironije i humora, glavne su tehnike koje se koriste u pesmama koje su gotovo šaljive, kritičke prirode. Ova vrsta poezije naglašava krizu koju je jezik pretrpeo tokom dvadesetog veka i fokusira se na komunikaciju. Pravila nametnuta čitaocu podrazumevaju igru rečima, slovima ili idejama. Međutim, Brosini eksperimenti menjaju se i dalje. Stalna esencijalna potraga dovela ga je do materijalizacije stvari, drugim rečima, stvaranja objekata. Još kada je počinjao da se bavi nadrealizmom, već je eksperimentisao sa nekoliko komada. Međutim, tek 1967. godine Brosa se potpuno posvećuje svetu objekata. U ovoj oblasti nije bilo ograničenja na polju jezika. Pesnik je bio potpuno slobodan da ostvari sopstvene ciljeve i ovaj novi tip poezije je postao najidealniji način da se izrazi problematika koja je nastala tokom njegove pesničke karijere: potraga za svakodnevnom magijom, društvenom osudom i istraživanjem suštine stvari. Svojim prelazom na plastičnu umetnost, Brosa se distancirao od književnog sveta, sveta koji je sve više gledao u prošlost i nedovoljno razmatrao moderne napretke.
U svakom slučaju, to ne znači da ovaj pesnik nije nastavio da piše poeziju, pa čak i da isprobava nove metričke forme, kao što je sekstina, prilično komplikovana srednjovekovna forma koju je pesnik koristio od 1976. godine, i koja mu je omogućila da izvede sve vrste eksperimenata od konceptualizacije, vizuelne pesme pa čak do kompjuterskih eksperimenata. Pesnik je 1982. godine stvorio kibernetičku sekstinu. Međutim period od 1975. do 1998. nije bio obeležen samo ovom formom. Kao rezultat antologijske izložbe njegove vizuelne poezije i predmetnih pesama u Fondaciji Đuan Miro 1986. godine, njegova plastična obrada se umnožila, dok je bila i predmet izložbi širom sveta. Činjenica da je imao sredstva da materijalizuje objekte koje je planirao da stvori godinama, omogućila mu je da znatno poveća svoj katalog objekata i vizuelnih radova. Njegova umetnost je konačno izašla na ulicu i postala poznata za ljude u Barseloni.

## Kraj života i smrt
Pesnikova aktivnost je prestala nakon što je navršio sedamdesetu. Ali ga to nije promenilo i njegova posvećenost plastičnoj umetnosti nije štetila njegovoj literaturi. Za njega nije bilo žanrova ili granica i uvek se osećao pesnikom svog vremena: "Ne postoje napredni ljudi: postoje ljudi koji kasne, ljudi koji žive u svoje vreme i ljudi koji to ne čine. Ne znam zašto se prva grupa naziva "avangardnom", u stvari, biti "klasičan" znači biti uspešan u umetnosti svog vremena, što je, s druge strane, jedini način da preživimo. " (Odgovor u anketi o avangardnoj umetnosti.)
Brosi je bila dodeljena titula počasnog doktora nauka na Autonomnom Univerzitetu u Barseloni. Međutim, on je preminuo nekoliko dana pre uručenja nagrade. Đuan Brosa je preminuo 30. decembra 1998. u Barseloni i posthumno je nagrađen počasnim doktoratom na Autonomnom Univerzitetu u Barseloni.
Godine 2012. Brosin monumentalni opus, od čak 64.000 različitih dela, izložen je u Muzeju savremene umetnosti u Barseloni (MACBA). Danas njegovo delo zauzima značajno mesto u savremenoj katalonskoj književnosti, sve česće se ponovo objavljuje i prevedeno je na više od 15 svetskih jezika.

## Literatura
- {3.	Beneyto.Kika. “Terrenos compartidos en las obras de Joan Brossa y Chema Madoz”. Espacio, Tiempo y Forma, Serie VII, H. a del Arte, t. 25, 2012, págs. 475-492, veb. https://www.researchgate.net/publication/286165697_Terrenos_compartidos_en_las_obras_de_Joan_Brossa_y_Chema_Madoz}-
- Bordons, Glòria (2008). Bverso Brossa. De la poesía al objeto. Madrid: Instituto Cervantes. ISBN 978-84-88252-41-8.

## Spoljašnje veze
- Biblioteca Virtual
- Obres de Joan Brossa Архивирано на веб-сајту  (19. март 2012)
- Biografia de Joan Brossa Архивирано на веб-сајту  (7. јун 2020).